# Долгопрудна (платформа)
Долгопрудна — зупинний пункт/пасажирська платформа Савеловського напрямку та маршруту МЦД-1
.
Московської залізниці у місті Долгопрудний Московської області. 
Назва платформи походить від Довгого ставка, що знаходиться за 1 км на схід від неї. Від платформи в 1938 році отримало назву селище (з 1957 року — місто Долгопрудний).
Складається з двох берегових платформ, з'єднаних між собою настилом. На південному переході через колії встановлена так звана "змійка" зі світлофором для забезпечення безпеки руху, наприкінці 2015 року також було переобладнано перехід і на північ від платформи. На обох платформах є типові навіси. Каса розташована тільки на платформі "на Москву", працює цілодобово.
Із заходу від платформи прямує неелектрифікована під'їзна колія на МКК, що прокладено поруч з Новодачною від станції Марк і використовується тільки для вантажного руху.
На Долгопрудній зупиняються всі нешвидкі електропоїзди, прямуючі до Москва-Бутирська, у бік Дубни, Савелово , а також на Білоруський напрямок. З 5 липня 2010 року зупиняється експрес Москва - Лобня через збільшення пасажиропотоку у години пік. З осені 2011 року протяг перейменовано на РЕКС (регіон-експрес). З 2015 року на платформі також зупиняються експреси Москва-Дмитров.
Поблизу платформи розташований пересадний вузол на автобуси і маршрутки, що мають рейси як в межах Долгопрудного, так і сполучають Долгопрудний з Москвою, Лобнею, Хімками і Митищі.
Час руху від Москва-Бутирська — 26 хвилин. На експресі «Москва — Лобня» — 18 хвилин.
З весни по осінь 2013 року проведено ремонт обох платформ.

## Пересадки
- Автобуси: 352, 563, 746;
  - обласні: A: 1, 1a, 2, 3, 4, 24, 32, 33, 38, 368, 472, 1078;
- Маршрутки: 5, 6, 7, 8, 545